# Франдль, Путци
Йозефине «Путци» Франдль, в замужестве Кротти (нем. Josefine "Putzi" Frandl-Crotty; род. 5 июля 1930, Радштадт) — австрийская горнолыжница, выступавшая в слаломе, гигантском слаломе и скоростном спуске. Представляла сборную Австрии по горнолыжному спорту во второй половине 1950-х годов, серебряная призёрка зимних Олимпийских игр в Кортина-д’Ампеццо, обладательница серебряной и бронзовой медалей чемпионата мира, четырёхкратная чемпионка австрийского национального первенства.

## Биография
Путци Франдль родилась 25 декабря 1925 года в городе Радштадт, Зальцбург. Кататься на лыжах научилась ещё в раннем детстве у своего дяди, позже проходила подготовку в местном клубе SC Radstadt.
Первого серьёзного успеха на взрослом международном уровне добилась в 1956 году, когда вошла в основной состав австрийской национальной сборной и благодаря череде удачных выступлений удостоилась права защищать честь страны на зимних Олимпийских играх в Кортина-д’Ампеццо. В слаломе по сумме двух попыток показала пятый результат, в скоростном спуске заняла тринадцатое место, тогда как в программе гигантского слалома пришла к финишу второй и тем самым завоевала серебряную олимпийскую медаль, пропустив вперёд только немку Осси Райхерт. Также стала здесь шестой в комбинации, но эта дисциплина в то время не входила в программу Олимпийских игр, и данный результат пошёл исключительно в зачёт мирового первенства.
Став серебряной олимпийской призёркой, Франдль осталась в главной горнолыжной команде Австрии и продолжила принимать участие в крупнейших международных соревнованиях. Так, в 1958 году она побывала на домашнем чемпионате мира в Бадгастайне, откуда привезла награды серебряного и бронзового достоинства, выигранные в слаломе и комбинации соответственно. В скоростном спуске при этом стала пятой, а в гигантском слаломе — одиннадцатой. Добавила в послужной список ещё несколько титулов и наград, полученных на различных престижных соревнованиях, проводившихся под эгидой Международной федерации лыжного спорта. Стала четырёхкратной чемпионкой Австрии по горнолыжному спорту.
Находясь в числе лидеров австрийской национальной сборной, Путци Франдль благополучно прошла отбор на Олимпийские игры 1960 года в Скво-Вэлли, однако незадолго до начала соревнований во время одного из спусков неудачно упала и серьёзно повредила ногу. Несмотря на травму, она всё же вышла на старт Олимпиады, тем не менее, её результаты уже были далеки от прежних: 16 место в слаломе, 21 место в гигантском слаломе, 39 место в скоростном спуске, 12 место в комбинации.
Завершив спортивную карьеру, работала инструктором по горнолыжному спорту. В 1965 году вышла замуж за одного из своих учеников, военнослужащего ВВС США Патрика Кротти, взяла фамилию мужа и впоследствии родила троих детей. Их семья часто переезжала из одного места в другое, в конечном счёте осев в Сентенниале, штат Колорадо.